# Duecento
Unter Duecento (ital. „zweihundert“) verstehen Historiker und Kunsthistoriker die Zeit im Italien des 13. Jahrhunderts (ital. mille duecento, verkürzt duecento). 
Die folgenden Jahrhunderte fanden im Italienischen sinngemäß mit Trecento, Quattrocento, Cinquecento, Seicento und in dem Sinne fortfahrend Bezeichnung.